# Stanley Kwan
Pour les articles homonymes, voir Kwan.
Stanley Kwan (chinois traditionnel : 關錦鵬 ; chinois simplifié : 关锦鹏 ; pinyin : Guān Jǐnpéng) est un réalisateur et producteur né à Hong Kong le 9 octobre 1957.

## Biographie
Stanley Kwan est né à Hong Kong, où il suivit ses études jusqu'à recevoir un diplôme en communication de masse au Hong Kong Baptist College. Il trouva rapidement un travail sur la chaîne de télévision TVB. Il réalisa son premier film en 1985 : Women, avec Chow Yun-fat, qui fut un gros succès au box-office.
Les films de Kwan tournent souvent autour de femmes en situations difficiles, et de leurs problèmes de cœur. Rouge (1987), Full Moon in New York (1989), Center Stage (1992) et Everlasting Regret (2005), sont ainsi des films typiques de Stanley Kwan. Red Rose White Rose (1994) est une adaptation d'un roman de Eileen Chang.
Kwan fit son coming out en 1996 en réalisant Yang ± Yin, un documentaire sur les films de langue chinoise, vus à travers les rôles de genre et de la sexualité. Il est l'un des quelques réalisateurs ouvertement gays d'Asie, et l'un des très rares à avoir travaillé sur ce sujet. Son film Histoire d'hommes à Pékin (2001) est une adaptation d'une histoire d'amour gay initialement publiée sur Internet.
En novembre 2018 il fait partie du jury du 31e Festival de Tokyo, présidé par Brillante Mendoza.

## Filmographie

### Réalisateur

#### Courts métrages
- 1992 : Too Happy for Words (兩個女人，一個靚一個唔靚, Leung goh nuijen, yat goh leng, yat goh m leng)
- 1993 : Kin chan no Cinema Jack (陳健沒有傑克電影院) - segment Woman and Woman
- 1997 : Still Love You After All These (念你如昔, Nian ni ru xi)
- 2011 : 13 Minutes in the Lives of... -segment Quattro Hongkong 2

#### Longs métrages
- 1985 : Women (女人心, Nu ren xin)
- 1986 : Amours déchus (地下情, Deiha tsing / Love Unto Waste)
- 1987 : Rouge (胭脂扣, Yin ji kau)
- 1990 : Full Moon in New York (人在纽约, Ren zai Niu Yue)
- 1992 : Center Stage (阮玲玉, Yuen Ling-yuk)
- 1994 : Red Rose White Rose (紅玫瑰白玫瑰;, Hong meigui, bai meigui)
- 1996 : Yang ± Yin: Gender in Chinese Cinema (男生女相：华语电影之性别, Nansheng-nüxiang) (documentaire)
- 1997 : Hold You Tight (愈快樂愈墮落, Yue kuai le, yue duo luo)
- 1999 : The Island Tales (有时跳舞, You shi tiaowu)
- 2001 : Histoire d'hommes à Pékin (藍宇, Lán Yǔ)
- 2005 : Everlasting Regret (長恨歌, Changhen ge)
- 2010 : Show Time (Yongxin tiao)
- 2018 : First Night Nerves (八個女人一台戲)

### Producteur
- 1993 : Ming Ghost (Sheng nu de yu wang)
- 1997 : Love Is Not a Game, But a Joke (Fei yat boon oi ching siu suet)
- 1999 : The Accident (Sam yuen yi ma)
- 1999 : Love Will Tear Us Apart (Tin seung yan gaan)
- 2003 : Night Corridor (Yao ye hui lang)
- 2003 : The Floating Landscape (Lian zhi feng jing)
- 2004 : Hands in the Hair (Zuo tou)

## Distinctions

### Récompenses
- Festival des 3 Continents de Nantes 1988 : Montgolfière d'or pour Rouge
- Hong Kong Film Awards 1989 : meilleur film et meilleure réalisation pour Rouge
- Golden Horse Film Festival 1990 : meilleur film pour Full Moon in New York
- Festival international du film de Chicago 1992 : Hugo d'argent de la mise en scène pour Center Stage
- Berlinale 1998 : Prix Alfred-Bauer et Teddy Award pour Hold You Tight
- Golden Horse Film Festival and Awards 2001 : meilleur réalisateur pour Histoire d'hommes à Pékin
- Mostra de Venise 2005 : Prix Ouvert pour Everlasting Regret

### Sélections
- Berlinale 1992 : en compétition pour l'Ours d'or pour Center Stage
- Berlinale 1995 : en compétition pour l'Ours d'or pour Red Rose White Rose
- Berlinale 1998 : en compétition pour l'Ours d'or pour Hold You Tight
- Berlinale 2000 : en compétition pour l'Ours d'or pour The Island Tales
- Festival de Cannes 2001 : en compétition pour la Palme d'or pour Histoire d'hommes à Pékin
- Mostra de Venise 2005 : en compétition pour le Lion d'or pour Everlasting Regret